# Emma Bunton
Emma Lee Bunton coniugata Jones (Londra, 21 gennaio 1976) è una cantautrice, conduttrice televisiva e conduttrice radiofonica britannica.
Ha raggiunto la notorietà mondiale con le Spice Girls negli anni novanta. Il gruppo musicale ha venduto milioni di dischi fino allo scioglimento, nel 2001. Durante quegli anni era conosciuta come la Baby Spice, a causa del viso angelico che la distingueva dalle compagne.
Successivamente ha lanciato una carriera discografica da solista, pubblicando alcuni album e diversi singoli, rimanendo sul genere della musica pop e orientandosi particolarmente sulle sonorità musicali degli anni sessanta interpretando alcune canzoni in stile motown.
Nella sua carriera ha venduto 106 milioni di dischi, 100 milioni come membro del gruppo, e 6 milioni come artista solista (900 000 album e 5,1 milioni di singoli).

## Biografia

### L'esperienza con le Spice Girls
Emma Lee Bunton, cantante pop nata in una famiglia della classe lavoratrice londinese (la madre era insegnante di karate mentre il padre era lattaio), è artisticamente esplosa grazie al fenomeno delle Spice Girls nel 1996, dopo alcuni ruoli in diversi film e soap opera.
Era conosciuta come Baby Spice ed era chiamata così non solo perché era la più giovane delle componenti del gruppo, ma anche grazie alla sua immagine di bimba dolce, maliziosa e un po' lolita, vestita di babydoll color confetto, con codini biondi e lecca-lecca sempre in mano.
Il gruppo, formatosi nel 1994 e scioltosi ufficialmente nel 2001, ha pubblicato tre album, dieci singoli (nove dei quali hanno raggiunto la prima posizione della classifica inglese), vendendo oltre 55 milioni di dischi in tutto il mondo.

### Carriera musicale solista

#### A Girl like Me
Nel novembre 1999 ha lanciato la sua carriera solista collaborando con il gruppo musicale Tin Tin Out al singolo What I Am, cover dell'omonimo brano degli anni ottanta degli Edie Brickell & New Bohemians.
Nell'aprile 2001 fu pubblicato What Took You So Long?, singolo di lancio del suo album di debutto da solista, A Girl like Me. Il singolo si piazzò direttamente alla prima posizione della classifica britannica e vi rimane per due settimane consecutive. L'album, dalle sonorità pop, ebbe un buon successo, tanto da guadagnarsi un disco d'oro e raggiungere la quarta posizione della classifica britannica, ma minor fortuna hanno riscosso i singoli successivamente estratti: Take My Breath Away si fermò alla quinta posizione e We're Not Gonna Sleep Tonight non entrò nemmeno tra le prime dieci posizioni, fermandosi alla ventesima.
A causa dei risultati dell'album di debutto, sotto le aspettative dell'etichetta discografica Virgin per la quale lo aveva pubblicato, tornò a lavorare con Simon Fuller, ex manager delle Spice Girls, firmando un nuovo contratto con la 19 per la quale avrebbe pubblicato insieme alla Universal i successivi lavori.

#### Free Me, il secondo album
Nel maggio 2003 tornò sulle scene musicali con il singolo Free Me, un pezzo vintage in stile anni sessanta che riportò la cantante tra le prime cinque posizioni della classifica britannica. Oltre a proporre uno stile musicale decisamente più maturo e ricercato, il brano segna anche una svolta nel look della cantante: smessi gli abiti della ragazza della porta accanto, la nuova Emma è una swinging chick sexy ed elegantemente retrò.
Confermò il ritrovato successo da parte di pubblico e critica il singolo successivo, Maybe, uscito nell'ottobre 2003, che ha venduto oltre 80 000 copie nel Regno Unito, entrando alla sesta posizione della classifica. Grande successo ottiene il video che si ispira ancora una volta alle coreografie e al sound della Motown.
Nel febbraio 2004 uscì il secondo album da solista, intitolato Free Me come il primo fortunato singolo, che ha raccolto e ha reso attuali le sonorità della musica pop degli anni sessanta, ricevendo ottime recensioni e buoni riscontri commerciali arrivando anche alla posizione numero sette della classifica britannica. Dall'album vennero estratti altri due singoli: I'll Be There e Crickets Sing for Anamaria, entrati rispettivamente alla posizione numero sette e quindici.
Nell'estate del 2004 l'album venne lanciato nel resto d'Europa con Maybe come singolo di lancio, che ha riscosso un ottimo successo venendo mandato in onda molto spesso nelle radio e diventando uno dei tormentoni estivi di quell'anno. Per ottimizzare la promozione del singolo, la Bunton ha partecipato a vari eventi dal vivo, tra i quali il Festivalbar in Italia, grazie al quale si è esibita in diverse città del paese.
Nell'autunno del 2004 la promozione dell'album si spostò negli Stati Uniti: i remix di Free Me e Maybe conquistarono i vertici delle classifiche dance americane, mentre la Bunton si produsse come attrice di musical.
Finita la promozione dell'album, fece un viaggio in India per girare alcuni film di "Bollywood" per conto della BBC e accettò un cameo in un film locale. Sempre nel 2004 ha interpretato se stessa nella fiction Absolutely Fabulous in due episodi.

#### Life in Mono, il terzo album
Nell'autunno del 2006 incise una cover di Downtown, celebre brano di Petula Clark del 1964; il singolo, scelto come brano ufficiale dell'evento benefico Children in Need, entrò al terzo posto della classifica britannica e fece da apripista al terzo album solista, Life in Mono, uscito nel dicembre 2006.
L'album è uscito nel periodo natalizio e non ha avuto un grande successo, piazzandosi al 65º posto della classifica britannica.
Nel febbraio 2007 venne estratto un secondo e ultimo singolo, la ballad All I Need to Know, che però debuttò alla sessantesima posizione della classifica britannica. A causa dell'insuccesso dell'ultimo lavoro e della sua prima gravidanza, la cantante decise di abbandonare la promozione dell'album. Nel giugno dello stesso anno, tuttavia, ha annunciato insieme alle quattro ex colleghe che dalla fine dell'anno sarebbe stata impegnata con un nuovo tour mondiale per la reunion del gruppo che l'ha resa famosa, le Spice Girls.
Insieme al gruppo, nel novembre del 2007 ha pubblicato l'album di successi Greatest Hits contenente il singolo inedito Headlines (Friendship Never Ends) e ha eseguito un tour mondiale da dicembre fino al febbraio successivo. Nel 2012 le Spice Girls si sono invece riunite per esibirsi durante la cerimonia di chiusura delle Olimpiadi di Londra.

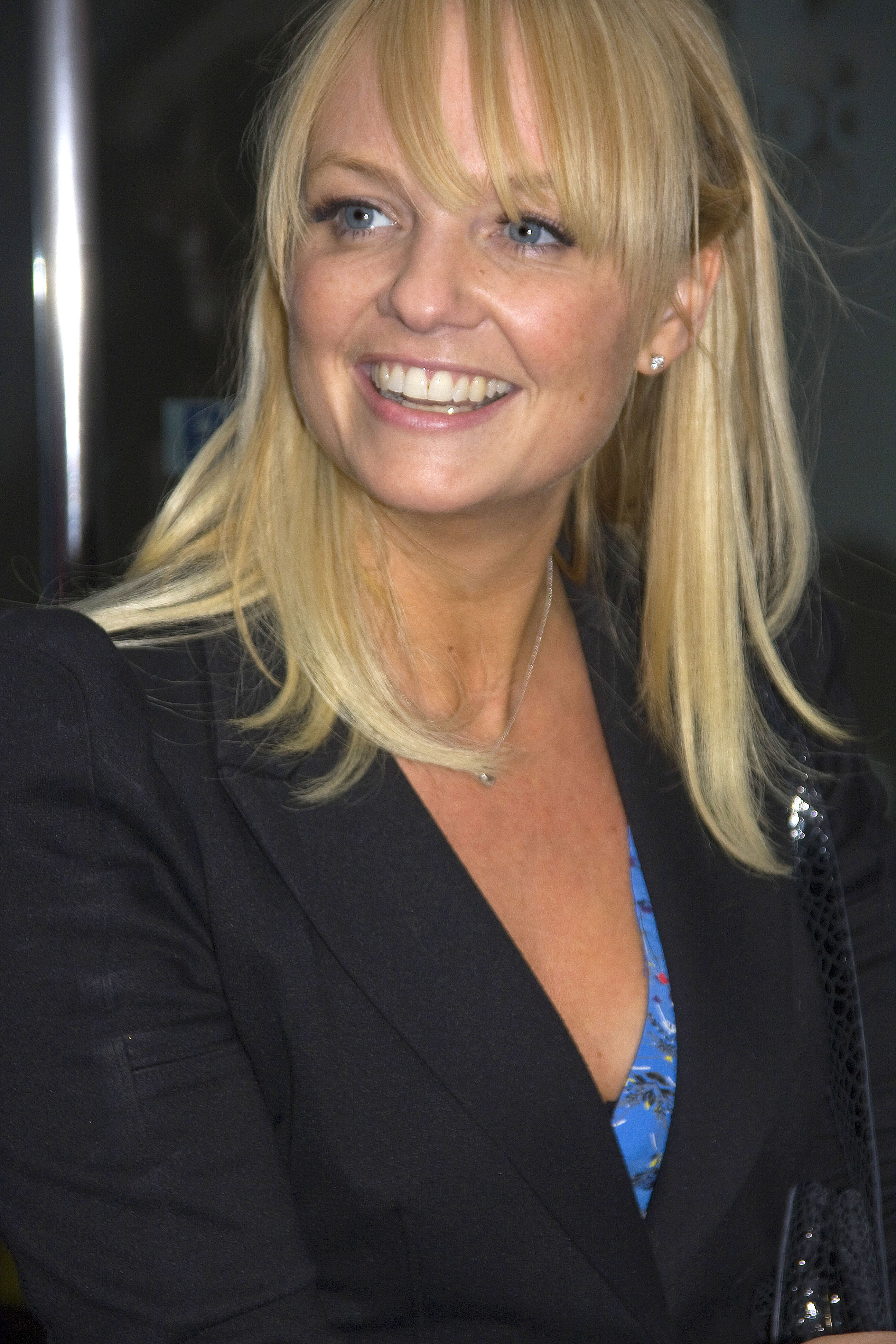
Emma Bunton nel 2010

#### My Happy Place
Nel giugno 2018 annuncia di essere al lavoro per la realizzazione di un nuovo album. Nel novembre dello stesso anno firma un contratto con BMG Rights Management.
Nel febbraio 2019 pubblica il singolo Baby Please Don't Stop. Nell'aprile 2019, a 15 anni dal precedente disco e dopo un fallito tentativo di riportare in scena le Spice Girls, Bunton pubblica l'album My Happy Place, una raccolta di cover con l'inclusione di due inediti. Il disco include anche una versione di 2 Become 1 in duetto con Robbie Williams.
Nel 2019, le Spice Girls si riuniscono in una formazione a quattro senza Victoria Beckham ed eseguono un tour di grande successo negli stadi inglesi ed irlandesi che ha incassato 78 milioni di dollari.

#### Progetti recenti
Il 20 dicembre 2024 pubblica una cover del brano 2 Become 1 delle Spice Girls, prodotta da Stephen Lipson, realizzata con la collaborazione della Budapest Scoring Orchestra.

### Cinema, radio e televisione
Nel 1999 ha presentato alcuni show come SM:TV Live e il suo show personale, Emma, su VH1.  Nel 2005 ha partecipato a due film di Bollywood, Pyaar Mein Twist e Chocolate, e ha poi recitato in un cameo nella soap opera australiana Neighbours nell'episodio What's a Spice Girl Like You...?, andato in onda il 19 marzo 2007 in Australia.
Tra ottobre e dicembre 2006 ha partecipato come concorrente alla 4ª edizione di Stricly Come Dancing, versione inglese di Ballando con le stelle, dove dimostra buone doti da ballerina tanto da arrivare in finale conquistando il 3º posto ed essere l'unica concorrente donna ad arrivarci. Nell'ottobre 2008 ha condotto For One Night Only per il canale britannico ITV e ha preso parte al popolare talent show X Factor come membro del team della giurata Dannii Minogue.
Nel 2007 ha condotto uno speciale del talk show Richard and Judy (Channel 4) e per una settimana è stata una delle conduttrici a rotazione del talk show al femminile Loose Women (ITV). A febbraio e nuovamente a maggio 2009 ha co-condotto il popolare show radiofonico mattutino Breakfast Show per la radio britannica Heart FM.. Dal giugno 2009 a oggi conduce il suo personale spazio radiofonico su Heart FM il sabato pomeriggio dalle 16 alle 19. Nell'estate 2010 ha condotto per Five il talent show Don't Stop Believing.
È stata membro della giuria della quinta stagione (18 gennaio - 28 marzo 2010) e della sesta stagione (dal 9 gennaio 2011) del talent show Dancing on Ice, versione britannica di Notti sul ghiaccio.
Dal 7 gennaio 2013 torna su Heart FM in veste di conduttrice di Heart Breakfast insieme a Jamie Theakston.

## Vita privata
A luglio 2021 ha sposato il compagno Jade Jones, anch'egli cantante, con il quale ha avuto due figli nati nel 2007 e nel 2011.

## Discografia

### Album
- 2001 – A Girl like Me
- 2004 – Free Me
- 2006 – Life in Mono
- 2019 – My Happy Place

## Filmografia

### Cinema
- Spice Girls - Il film (Spice World), regia di Bob Spiers (1997)
- Zoolander, regia di Ben Stiller (2001)
- Chocolate, regia di Vivek Agnihotri (2005)
- Absolutely Fabulous - Il film (Absolutely Fabulous: The Movie), regia di Mandie Fletcher (2016)

### Televisione
- EastEnders – soap opera, episodio 18 agosto (1992)
- Metropolitan Police (The Bill) – serie TV, episodio 9x22 (1993)
- Absolutely Fabulous – serie TV, episodi 5x01, 5x04 (2003)
- Neighbours – soap opera, episodio 19 marzo (2007)
- The Rocky Horror Show Live!, regia di Christopher Luscombe – film TV (2015)
- Drunk History – serie TV, episodi 2x01, 2x09, 3x04 (2016-2017)

### Doppiatrice
- Muhimu in The Lion Guard
- Mama Bear in Smallfoot